# Oira (Crevoladossola)

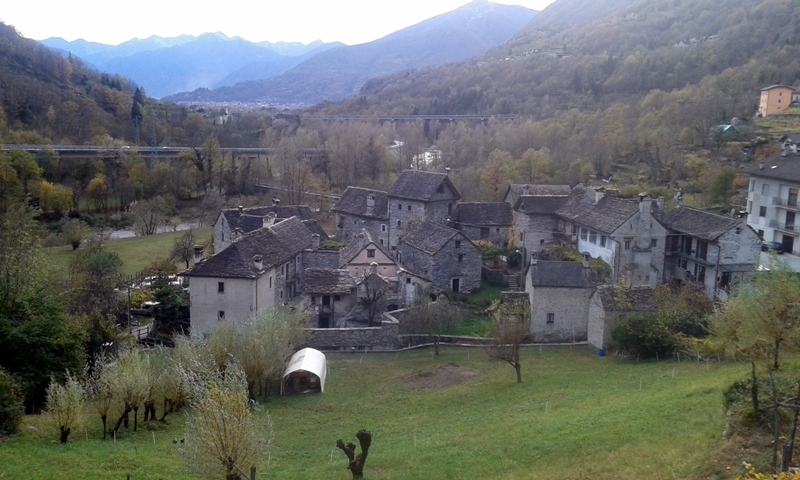
Borgo di Canova, visto dalla chiesa di San Mattia, Oira.

Oira (conosciuta come z'Éier in walser formazzino) è una delle frazioni principali del territorio di Crevoladossola,  si trova sulla sponda occidentale del Toce appena usciti dalla forra di Pontemaglio e la sua altitudine oscilla fra i 300 e i 500 metri sul livello del mare e si appoggia sui fianchi del monte Colmine che la sovrasta. 

Oira per la sua ottima esposizione al sole è sempre stata considerata la riviera dell'Ossola assieme a Montecrestese e Masera. 

La località conserva moltissime testimonianze della tipica architettura ossolana in pietra.

## Geografia antropica

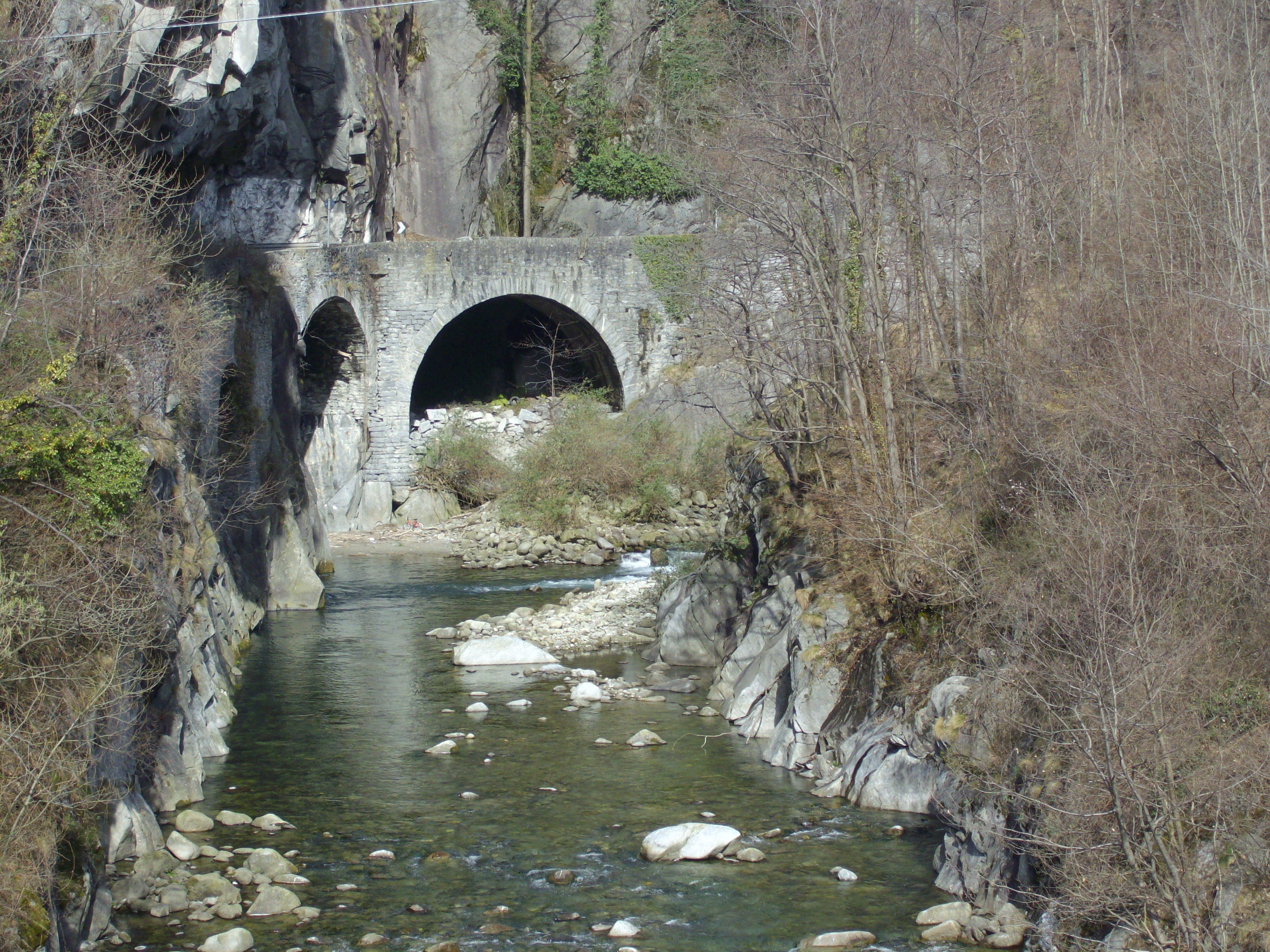
Il Toce nella Forra di Pontemaglio.

Oira è a sua volta suddivisa in alcuni borghi in particolare: la Villa Superiore, la Villa di Mezzo, La Pioda, Piedagamo e Canova. Quest'ultima località ha preso il nome da un'importante costruzione realizzata tra il XII ed il XIII secolo da qualche signore appartenente alla consorteria dei Da Rodis, importante famiglia con ramificazioni a Premia e a Pontemaglio; questa famiglia aveva estesi possedimenti e interessi anche ad Oira, fra i quali c'era anche la difesa della via Francisca che proprio presso Oira imbocca la Valle Antigorio. Sulla parete est di questo edificio, si possono ancora vedere i resti di un antico e probabilmente molto pregevole affresco del XV secolo. I dettagli rimasti rimandano alla tradizione del primo Quattrocento lombardo. L’affresco è stato rimosso dal padre rosminiano don Luigi Airoldi negli anni Sessanta del secolo scorso e depositato al Sacro Monte Calvario di Domodossola dove è ancora visibile. Questa casa presenta un ulteriore decorazione di notevole interesse storico: si tratta infatti di una fascia trasversale di pietre disposte a spina-pesce, che si riscontra anche in altre antiche abitazioni rustiche di proprietà della nobiltà ossolana o dei coloni ad essa dipendenti.
Nella piazza del sagrato della chiesa di San Mattia, che un tempo ospitava anche il cimitero, troviamo l'oratorio dei Santi Sebastiano e Carlo.
Andando verso Pontemaglio si trova anche un'interessante cappella settecentesca detta di Arzaloò che sorge di fianco alla casa cinquecentesca detta Casa dei Picchi perché sospettata di aver dato rifugio ai picchi, briganti del Seicento. La Cappella riporta una decorazione pittorica delle pareti interne e della volta ad opera di Giovanni Antonio Menabene, pittore vigezzino. Quest’ultimo dipinse sulle pareti laterali Gesù nell’orto dei getsemani e La Crocifissione che oggi sono in stato di avanzato degrado; sulla volta Cristo Risorto con gli angeli che rispetto agli altri affreschi sulle pareti è ben conservato. 
A lato del borgo scorre un riale che immediatamente dopo si immette nel Toce che dista poche decine di metri. La presenza di questo riale ha favorito la realizzazione di uno o più mulini ad acqua ancora in parte visibili. Si notano diverse costruzioni sorte in epoche diverse, alcune anteriori al XV secolo, altre databili ai secoli successivi, fra i secoli XVI e XVIII.

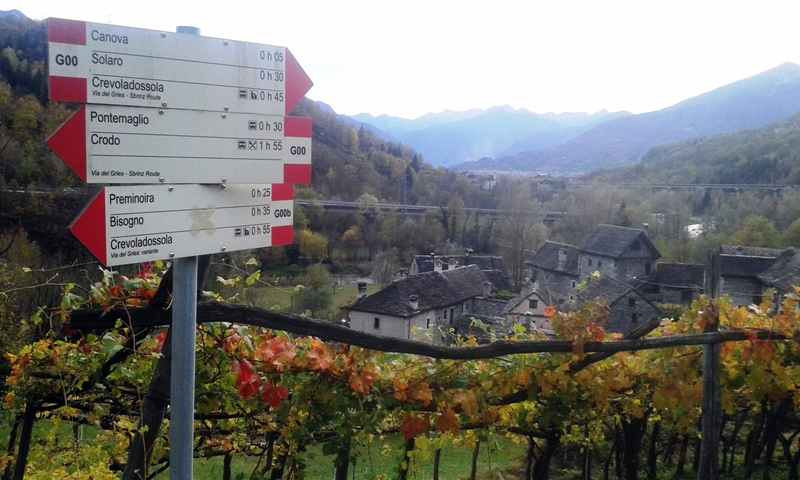
Le indicazioni dei sentieri che collegano Oira con Canova (sullo sfondo), Crevola e Pontemaglio.

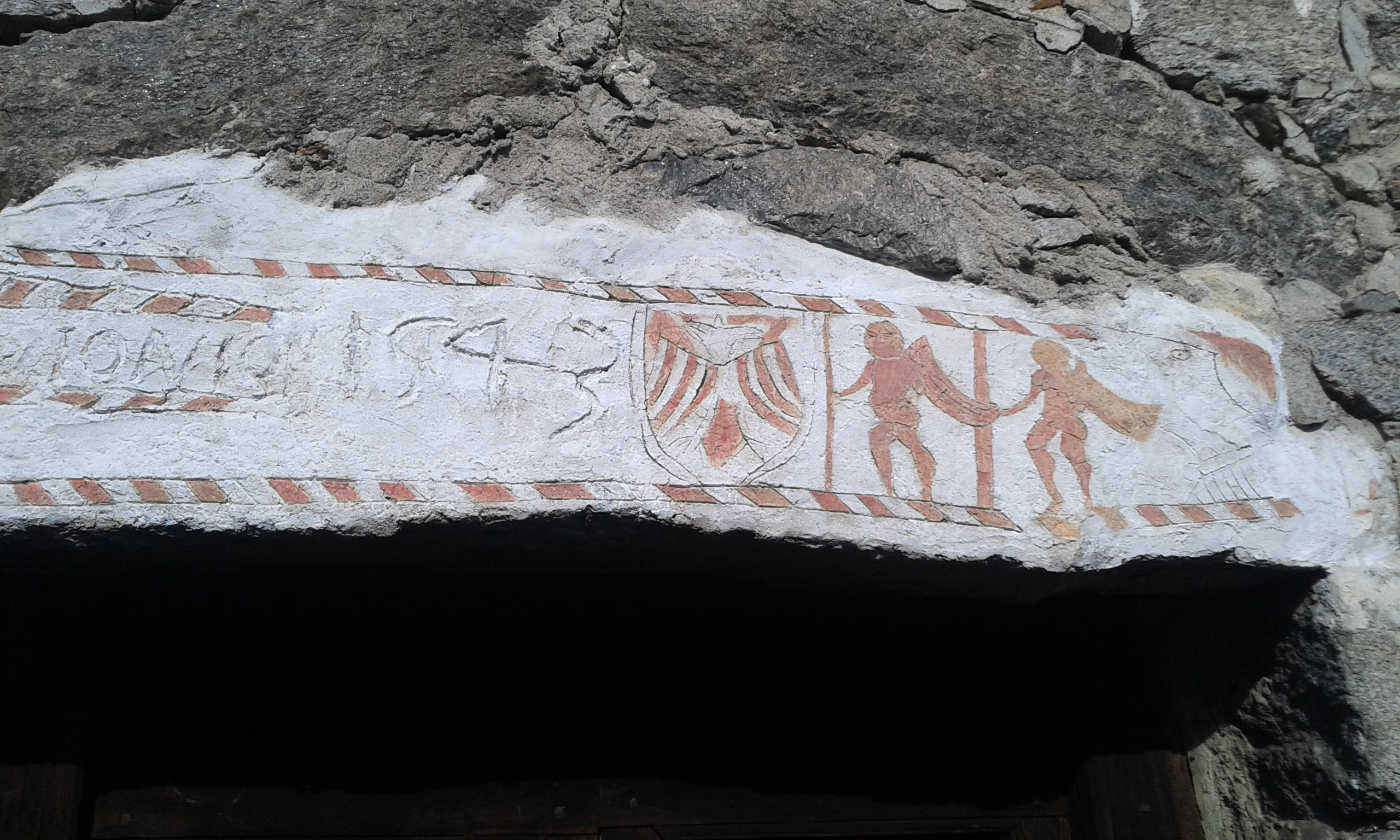
Architrave presso Villa Superiore.

## Monumenti e luoghi di interesse

### Chiesa di San Mattia

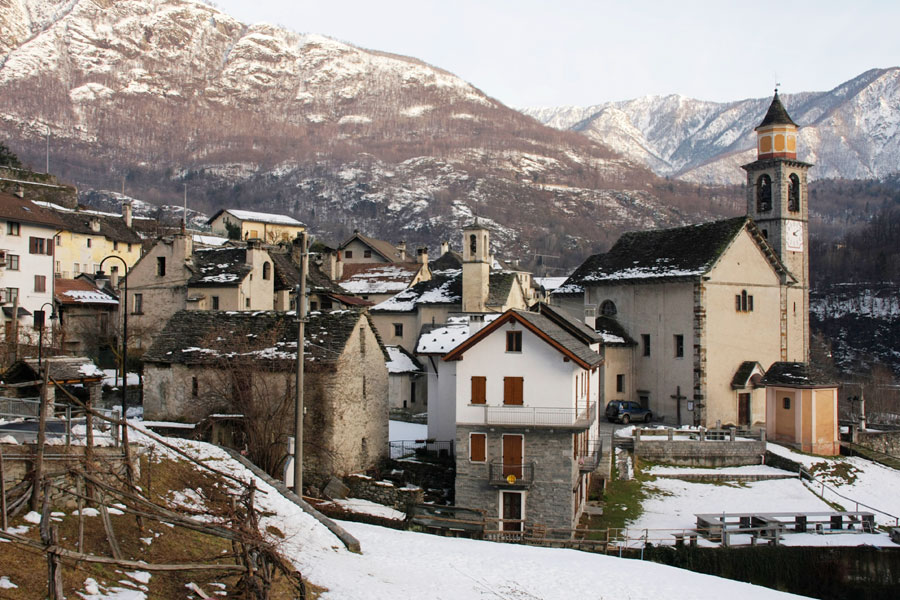
Vista della chiesa di san Mattia. Sulla destra si intravede il campanile dell'Oratorio di San Sebastiano.

La chiesa parrocchiale di Oira è stata dedicata a San Mattia apostolo. Storicamente Oira faceva parte della parrocchia di Crevola ed era presente un oratorio già dedicato a san Mattia che fu ampliato nel 1612. Dopo la peste del 1630, visto il gran numero di morti, gli oiresi richiesero la separazione dalla parrocchia di Creola che si manifestò con un atto del 19 marzo 1632 con cui s'istituì la parrocchia autonoma di Oira. Quella di Oira è l'unica chiesa della diocesi di Novara dedicata a San Mattia.
Sopra l’altare si trova un quadro del Settecento attribuito a un pittore di Bologna di cui s'ignora l'identità che rappresenta il gruppo degli apostoli che contemplano l’assunzione della Vergine, dipinta nella parte superiore del quadro fra gli angeli; sotto di esso un cartiglio riporta: “te domina ac patronam clerus et populus Oire ac Bononie existentes venerantur” (il clero e il popolo di Oira e quelli che stanno a Bologna, ti venerano come signora e patrona). Interessante anche il quadro Morte improvvisa che raffigura i pericoli che possono portare alla morte nella cultura contadina dell'epoca, attribuibile al pittore Girolamo Ferroni di Bannio Anzino: rappresenta il paradiso e sotto di esso il purgatorio, mentre a fianco ci sono sei quadretti, tre per lato che raffigurano casi possibili di incidenti mortali. 
Il campanile fu costruito nel 1766 ed è esterno alla chiesa ma vi si accede solo dall'interno. Percorrendo una scala in pietra si sale alla tribuna dell'organo e alla cella campanaria. Inizialmente era dotato di sole tre campane, diventate poi negli anni. L'organo collocato sopra il portale d'ingresso fu fabbricato nel 1909 da Bianchi Giovanni di Bosto (Varese) e restaurato nel 1993. I registri sono 15 per un totale di circa 900 canne.
Di fronte alla chiesa si trova anche un ossario che venne edificato nel 1748 per contenere i resti riesumati durante la rimozione del cimitero che fino a quel tempo aveva sede sul sagrato. Nella piazzetta della chiesa si trova anche il pregiato oratorio di San Sebastiano che fu iniziato nel 1700 e terminato nel 1840.

Oratorio dei SS. Sebastiano e Carlo
L’oratorio è vicino alla chiesa parrocchiale e vi si accede dalla piazzetta che è venuta a formarsi lungo l’antica strada che costeggiava il sagrato e il cimitero. Riprende il disegno degli oratori che si moltiplicarono in Ossola soprattutto nel secolo XVII. Al corpo di pianta rettangolare è aggiunta ad oriente un’abside a pianta rettangolare di dimensioni minori.
La costruzione di questo oratorio fu voluta dalla Confraternita del SS. Sacramento, sorta subito dopo la fondazione della parrocchia, con il fine di procurare e accrescere il culto del SS. Sacramento. I lavori iniziarono nel 1730 con la costruzione della parte muraria, della volta, del tetto e del piccolo campanile. Sopra l’altare si trova un quadro attribuito al Borgnis che ritrae i due Santi titolari, S. Carlo in abiti cardinalizi, con alcuni angioletti recanti i simboli che lo caratterizzano e S. Sebastiano, legato ad un albero e trafitto da alcune frecce, simboli del suo martirio. In alto, attorniata da alcuni angioletti, la Madonna delle Grazie con il Bambino Gesù abbassa lo sguardo protettivo sul paesaggio sottostante. 
La Latteria Turnaria
Un tempo il villaggio, come del resto qualsiasi insediamento delle vallate dell'Ossola, gravitava intorno alla sua latteria turnaria, che era un po' il suo cuore economico oltre che un luogo di scambi e di aggregazione. La latteria, situata in un edificio che ha origini seicentesche, è stata fondata ufficialmente nell'Ottocento e ha funzionato fino agli anni Ottanta del Novecento, poi ha finito per essere abbandonata. Nel corso dell'inverno 2003-2004 l'edificio e il suo interno è stato accuratamente restaurato nel pieno rispetto delle sue caratteristiche originali e conserva molte attrezzature d’epoca legate alla lavorazione casearia. Il termine “turnaria” deriva dal fatto che gli allevatori (ogni famiglia possedeva almeno una o due vacche) conferivano ogni mattina il latte munto a turno, un giorno per uno, ciascuno di essi provvedeva a tenere nota del prodotto conferito e a caseificarlo. Questo piccolo consorzio permetteva un notevole risparmio di materiali, tempo e legna per il fuoco.